# Hrabstwo Kaufman

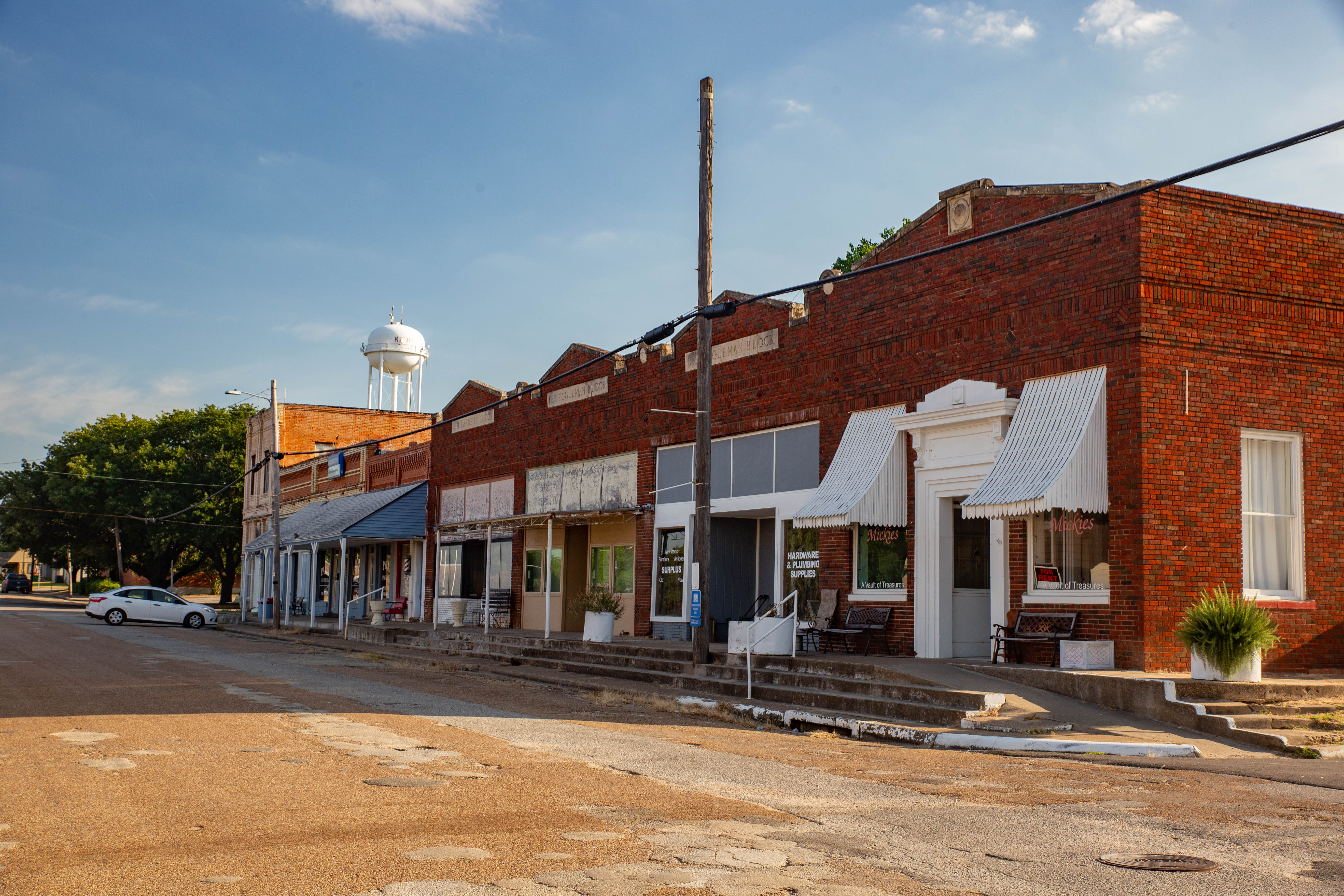
Kemp

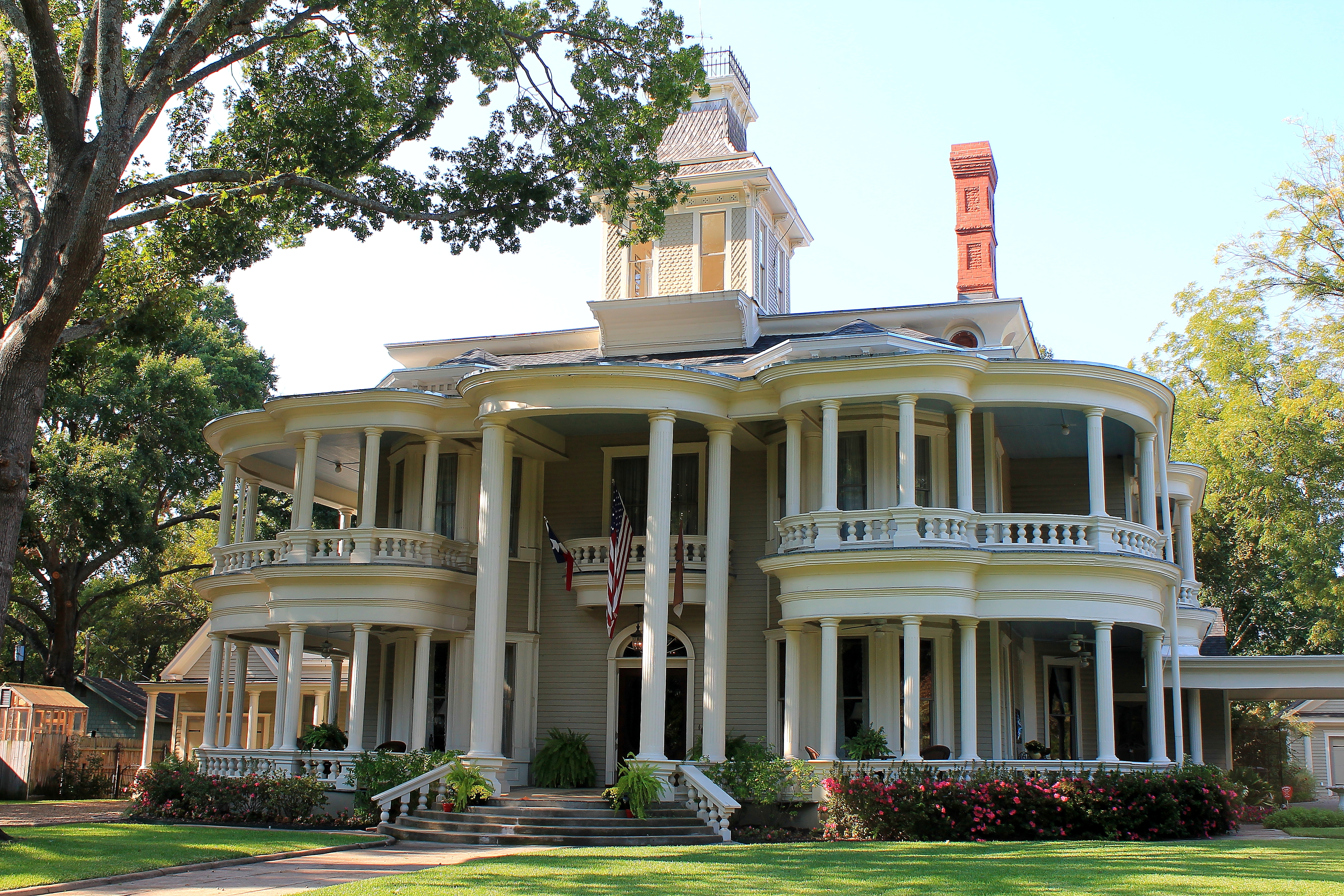
Zabytkowy dom w hrabstwie Kaufman

Hrabstwo Kaufman – hrabstwo położone w USA, w stanie Teksas. Utworzone w 1848 r. Siedzibą hrabstwa jest miasto Kaufman, a największym miastem Forney. Hrabstwo obejmuje wschodnie i południowo–wschodnie obrzeża aglomeracji Dallas. Zostało wymienione przez US News jako najszybciej rozwijające się hrabstwo USA, w latach 2022–2023. Liczy 185,7 tys. mieszkańców. 

## Gospodarka
Średni dochód gospodarstwa domowego (dane z 2022) w hrabstwie wynosi 84 075 dolarów, zaś dochód na mieszkańca 33 250 dolarów. 8,6% mieszkańców żyje poniżej relatywnej granicy ubóstwa.

## Sąsiednie hrabstwa
- Hrabstwo Hunt (północ)
- Hrabstwo Van Zandt (wschód)
- Hrabstwo Henderson (południe)
- Hrabstwo Ellis (południowy zachód)
- Hrabstwo Dallas (zachód)
- Hrabstwo Rockwall (północny zachód)

## Miasta
- Seven Points
- Cottonwood
- Crandall
- Forney
- Kaufman
- Kemp
- Mabank
- Oak Grove
- Oak Ridge
- Post Oak Bend City
- Scurry
- Talty
- Terrell

## Wioski
- Grays Prairie
- Rosser

## CDP
- Elmo
- Travis Ranch

## Demografia
W latach 2010–2020 populacja hrabstwa wzrosła o 40,6% do 145,3 tys. mieszkańców. Według danych pięcioletnich z 2022 roku, 55,7% mieszkańców stanowili biali nielatynoscy, 24,8% Latynosi, 15,2% czarni lub Afroamerykanie, 12,4% było rasy mieszanej, 1,5% miało pochodzenie azjatyckie, 0,37% stanowiła rdzenna ludność Ameryki i 0,05% pochodziło z wysp Pacyfiku.
Do największych grup należały osoby pochodzenia: meksykańskiego (21,8%), afroamerykańskiego, angielskiego (8,4%), niemieckiego (7,7%), irlandzkiego (7,2%) i „amerykańskiego” (6%). Liczne grono osób jest pochodzenia afrykańskiego subsaharyjskiego (2%). 

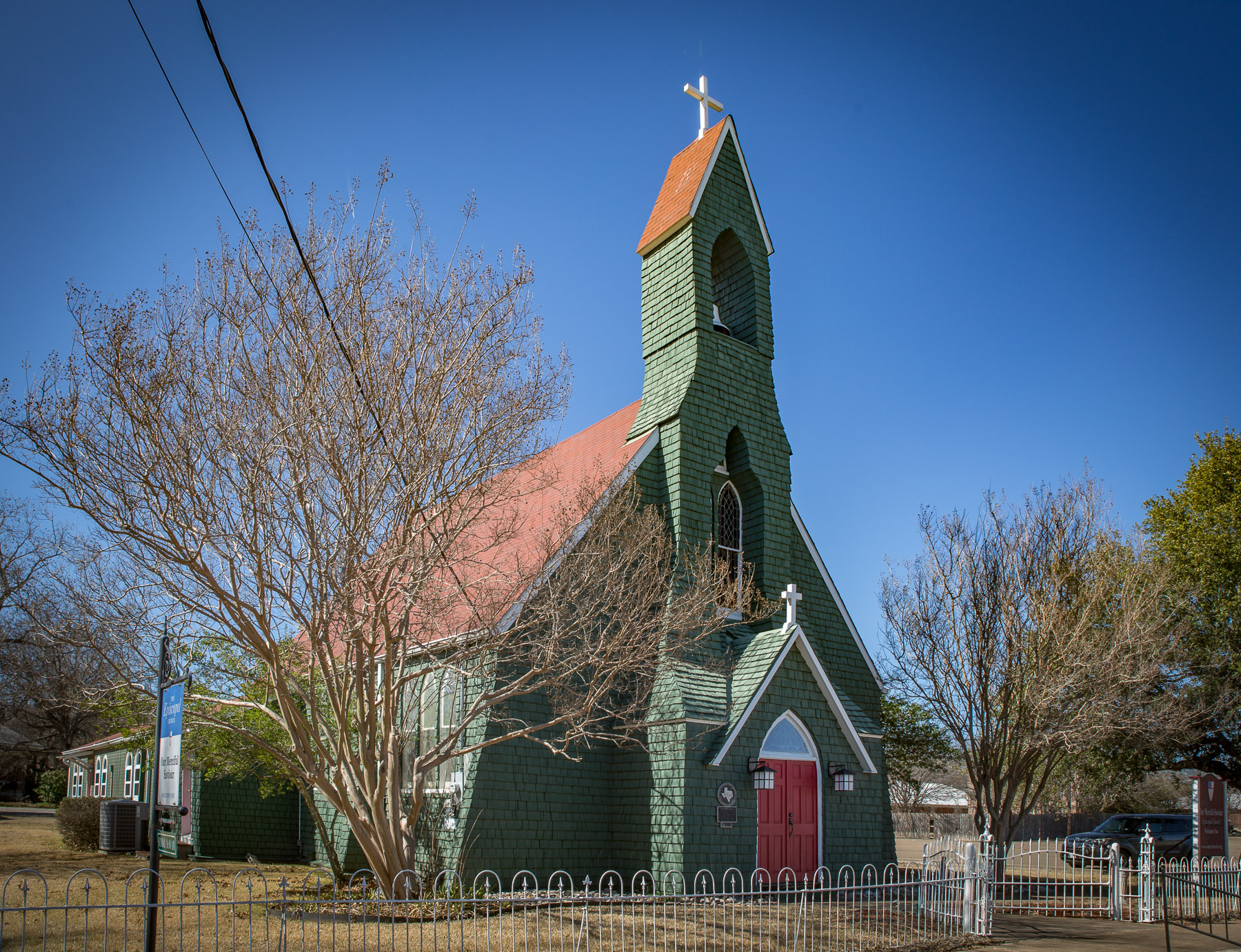
Zabytkowy kościół episkopalny (1909) w Kaufman

## Religia
Według danych spisowych z 2020 roku, największe członkostwo deklarowały różne Kościoły protestanckie (głównie: baptyści, bezdenominacyjne zbory ewangelikalne, campbellici, metodyści i zielonoświątkowcy), oraz katolicy (6,8%). Ponad tysiąc członków deklarowali także mormoni (1,2%) i świadkowie Jehowy (1%).